# The Vamps
The Vamps ist eine vierköpfige britische Pop-Rockband. Sie wurde 2012 gegründet und besteht aus Bradley Simpson aus Birmingham, James McVey aus Bournemouth, Connor Ball aus Aberdeen und Tristan Evans aus Exeter.

## Bandgeschichte
James McVey lernte Brad Simpson 2011 durch YouTube kennen und beide begannen gemeinsam Songs zu schreiben. Im Jahr darauf kamen sie über Facebook mit Tristan Evans zusammen und ein gemeinsamer Freund stellte die Verbindung zu Connor Ball her. Die Vier schlossen sich als Band zusammen und luden Coversongs auf einem eigenen Kanal der Videoplattform YouTube hoch.
Ende 2012 wurden die vier Musiker von der Plattenfirma Mercury Records unter Vertrag genommen. Durch ihre Unterstützung als Vorband von McFly auf deren Memory Lane Tour Anfang 2013 wuchs rasch die Anzahl der Fans. Es folgten weitere Auftritte auf Festivals und zur Unterstützung von Bands wie The Wanted, JLS, Little Mix und Lawson.
Am 22. Juli 2013 veröffentlichte die Band ihren ersten eigenen Song Wild Heart auf ihrem YouTube-Account. Anfang August erschien dort das offizielle Musikvideo zu ihrer Debütsingle Can We Dance, das in zwei Wochen über eine Million Aufrufe hatte. Am 29. September 2013 erschien die Single und stieg anschließend auf Platz 2 der UK Top 40 ein. Mit dem zuvor schon veröffentlichten Wild Heart und mit Last Night hatten sie in den folgenden Monaten zwei weitere Top-3-Hits. Last Night war gleichzeitig die Vorabsingle zum Debütalbum Meet the Vamps. Ende April 2014 erreichte es Platz 2 der britischen Albumcharts. Am 1. April 2016 erzielte Can We Dance als erste Vamps-Single Gold in Großbritannien für 400.000 verkaufte Stück.
Februar 2015 gründeten sie ihr eigenes Label Steady Records. Hier nahmen sie zwei neue Bands auf, The Tide und New Hope Club, die sie selbst gegründet hatten.
Am 27. November 2015 veröffentlichten sie ihr zweites Album Wake Up, aus welchem unter anderem Songs wie Wake Up und I Found a Girl stammen. Außerdem hatten sie 2015 in der Disney-Channel-Serie Jessie einen Gastauftritt mit dem Song Can We Dance.
2016 nahmen sie Kung Fu Fighting für den neuen Kung Fu Panda-Film auf. Im selben Jahr reisten sie auch nach Indien und arbeiteten mit dem indischen Musik-Duo Vishal Shekhar für den Song Beliya zusammen. 

## Mitglieder
- Bradley Will Simpson (* 28. Juli 1995)
- James Daniel McVey (* 30. April 1994)
- Connor Samuel John Ball (* 15. März 1996)
- Tristan Oliver Vance Evans (* 15. August 1994)

## Diskografie

### Studioalben
| Jahr | Titel Musiklabel                    | Höchstplatzierung, Gesamtwochen, AuszeichnungChartplatzierungen (Jahr, Titel, Musiklabel, Platzierungen, Wochen, Auszeichnungen, Anmerkungen) | Höchstplatzierung, Gesamtwochen, AuszeichnungChartplatzierungen (Jahr, Titel, Musiklabel, Platzierungen, Wochen, Auszeichnungen, Anmerkungen) | Höchstplatzierung, Gesamtwochen, AuszeichnungChartplatzierungen (Jahr, Titel, Musiklabel, Platzierungen, Wochen, Auszeichnungen, Anmerkungen) | Höchstplatzierung, Gesamtwochen, AuszeichnungChartplatzierungen (Jahr, Titel, Musiklabel, Platzierungen, Wochen, Auszeichnungen, Anmerkungen) | Höchstplatzierung, Gesamtwochen, AuszeichnungChartplatzierungen (Jahr, Titel, Musiklabel, Platzierungen, Wochen, Auszeichnungen, Anmerkungen) | Anmerkungen                                                 |
| Jahr | Titel Musiklabel                    | DE | AT | CH | UK | US | Anmerkungen                                                 |
| ---- | ----------------------------------- | --- | --- | --- | --- | --- | ----------------------------------------------------------- |
| 2014 | Meet the Vamps Mercury / Virgin EMI | — | — | CH70 (1 Wo.)CH | UK2 Platin · (45 Wo.)UK | US40 (3 Wo.)US | Erstveröffentlichung: 15. April 2014 Verkäufe: + 435.000    |
| 2015 | Wake Up Mercury / Virgin EMI        | — | — | — | UK10 Gold · (11 Wo.)UK | US186 (1 Wo.)US | Erstveröffentlichung: 27. November 2015 Verkäufe: + 115.000 |
| 2017 | Night & Day Mercury / Virgin EMI    | DE85 (1 Wo.)DE | AT40 (1 Wo.)AT | CH88 (1 Wo.)CH | UK1 Gold · (12 Wo.)UK | — | Erstveröffentlichung: 14. Juli 2017 Verkäufe: + 172.500     |
| 2020 | Cherry Blossom Virgin EMI           | — | — | — | UK1 (2 Wo.)UK | — | Erstveröffentlichung: 16. Oktober 2020                      |
| 2022 | 10 Years of the Vamps Virgin EMI    | — | — | — | UK30 (1 Wo.)UK | — | Erstveröffentlichung: 14. Oktober 2022 Best-of-Album        |

### EPs
| Jahr | Titel Musiklabel            | Anmerkungen                             |
| ---- | --------------------------- | --------------------------------------- |
| 2014 | Somebody to You Island      | Erstveröffentlichung: 18. Mai 2014      |
| 2015 | Live Island                 | Erstveröffentlichung: 4. September 2015 |
| 2015 | The Christmas EP Virgin EMI | Erstveröffentlichung: 20. November 2015 |
| 2017 | All Night Virgin EMI        | Erstveröffentlichung: 4. August 2017    |
| 2019 | Missing You Virgin EMI      | Erstveröffentlichung: 19. April 2019    |

### Singles als Leadmusiker
| Jahr | Titel Album                                   | Höchstplatzierung, Gesamtwochen, AuszeichnungChartplatzierungen (Jahr, Titel, Album, Platzierungen, Wochen, Auszeichnungen, Anmerkungen) | Höchstplatzierung, Gesamtwochen, AuszeichnungChartplatzierungen (Jahr, Titel, Album, Platzierungen, Wochen, Auszeichnungen, Anmerkungen) | Höchstplatzierung, Gesamtwochen, AuszeichnungChartplatzierungen (Jahr, Titel, Album, Platzierungen, Wochen, Auszeichnungen, Anmerkungen) | Höchstplatzierung, Gesamtwochen, AuszeichnungChartplatzierungen (Jahr, Titel, Album, Platzierungen, Wochen, Auszeichnungen, Anmerkungen) | Höchstplatzierung, Gesamtwochen, AuszeichnungChartplatzierungen (Jahr, Titel, Album, Platzierungen, Wochen, Auszeichnungen, Anmerkungen) | Anmerkungen                                                                    |
| Jahr | Titel Album                                   | DE | AT | CH | UK | US | Anmerkungen                                                                    |
| ---- | --------------------------------------------- | --- | --- | --- | --- | --- | ------------------------------------------------------------------------------ |
| 2013 | Can We Dance Meet the Vamps                   | — | — | — | UK2 Platin · (23 Wo.)UK | — | Erstveröffentlichung: 29. September 2013 Verkäufe: + 700.000                   |
| 2014 | Wild Heart Meet the Vamps                     | — | — | — | UK3 Gold · (13 Wo.)UK | — | Erstveröffentlichung: 19. Januar 2014 Verkäufe: + 400.000                      |
| 2014 | Last Night Meet the Vamps                     | — | — | — | UK2 Silber · (12 Wo.)UK | — | Erstveröffentlichung: 6. April 2014 Verkäufe: + 200.000                        |
| 2014 | Somebody to You Meet the Vamps                | — | — | — | UK4 Platin · (17 Wo.)UK | US— GoldUS | Erstveröffentlichung: 30. Mai 2014 Verkäufe: + 1.375.000; feat. Demi Lovato    |
| 2014 | Oh Cecilia (Breaking My Heart) Meet the Vamps | — | — | — | UK9 Gold · (12 Wo.)UK | — | Erstveröffentlichung: 12. Oktober 2014 Verkäufe: + 407.500; feat. Shawn Mendes |
| 2015 | Wake Up                                       | — | — | — | UK12 Silber · (4 Wo.)UK | — | Erstveröffentlichung: 2. Oktober 2015 Verkäufe: + 200.000                      |
| 2016 | I Found a Girl Wake Up                        | — | — | — | UK30 Silber · (2 Wo.)UK | — | Erstveröffentlichung: 1. April 2016 feat. Omi                                  |
| 2016 | All Night Night & Day                         | DE60 Gold · (12 Wo.)DE | AT55 (8 Wo.)AT | CH63 (13 Wo.)CH | UK24 Platin · (26 Wo.)UK | US— GoldUS | Erstveröffentlichung: 14. Oktober 2016 Verkäufe: + 1.780.000; mit Matoma       |
| 2017 | Middle of the Night Night & Day               | — | — | — | UK44 Silber · (3 Wo.)UK | — | Erstveröffentlichung: 1. April 2016 Verkäufe: + 207.500; mit Martin Jensen     |
| 2017 | Staying Up –                                  | — | — | — | UK80 (1 Wo.)UK | — | Erstveröffentlichung: 1. September 2017 mit Matoma                             |
| 2017 | Personal Night & Day (Day Edition)            | — | — | — | UK76 (2 Wo.)UK | — | Erstveröffentlichung: 13. Oktober 2017 feat. Maggie Lindemann                  |

Weitere Singles
- 2015: Rest Your Love
- 2017: Hands (mit Mike Perry & Sabrina Carpenter)
- 2017: Paper Hearts
- 2018: Too Good to Be True (mit Danny Ávila feat. Machine Gun Kelly)
- 2018: Hair Too Long
- 2018: Just My Type
- 2018: We Don’t Care (mit Sigala)
- 2019: All the Lies (mit Alok & Felix Jaehn)
- 2019: Right Now (mit Krept & Konan)
- 2020: Married in Vegas
- 2020: Chemicals
- 2021: Another You (mit Alok & Bloodline)

### Singles als Gastmusiker
- 2016: Beliya (Vishal Dadlani & Shekhar Ravjiani feat. The Vamps)

### Videoalben
| Jahr | Titel Musiklabel                                     | Anmerkungen                            |
| ---- | ---------------------------------------------------- | -------------------------------------- |
| 2014 | Story of the Vamps Mercury / Virgin EMI              | Erstveröffentlichung: 22. April 2014   |
| 2014 | Meet the Vamps: Live in Concert Mercury / Virgin EMI | Erstveröffentlichung: 1. Dezember 2014 |
| 2015 | Access All Areas Mercury / Virgin EMI                | Erstveröffentlichung: 8. Dezember 2015 |

## Auszeichnungen für Musikverkäufe
| Goldene Schallplatte - Australien - 2017: für die Single All Night - Brasilien - 2022: für die Single Another You - 2024: für die Single Just My Type - Dänemark - 2023: für die Single Somebody to You - 2025: für das Album Meet the Vamps - Irland - 2018: für die Single Middle of the Night - Kanada - 2015: für die Single Somebody to You - Neuseeland - 2015: für die Single Oh Cecilia (Breaking My Heart) - 2019: für das Album Night & Day - Portugal - 2022: für die Single All the Lies - Schweden - 2017: für die Single All Night - 2018: für die Single Hands - Singapur - 2020: für das Album Night & Day - 2021: für das Album Meet the Vamps | Platin-Schallplatte - Australien - 2014: für die Single Can We Dance - 2014: für die Single Somebody to You - Brasilien - 2024: für die Single All Night - 2024: für die Single Somebody to You - Dänemark - 2020: für die Single All Night - Italien - 2017: für die Single All Night - Kanada - 2017: für die Single All Night - Neuseeland - 2023: für das Album Meet The Vams - 2023: für die Single Can We Dance - Philippinen - 2023: für das Album Wake Up 2× Platin-Schallplatte - Neuseeland - 2023: für die Single Somebody to You - Norwegen - 2017: für die Single All Night | 3× Platin-Schallplatte - Irland - 2018: für die Single All Night - Neuseeland - 2024: für die Single All Night 4× Platin-Schallplatte - Philippinen - 2023: für das Album Night & Day 7× Platin-Schallplatte - Philippinen - 2023: für das Album Meet The Vams Diamantene Schallplatte - Brasilien - 2019: für die Single All the Lies |

Anmerkung: Auszeichnungen in Ländern aus den Charttabellen bzw. Chartboxen sind in ebendiesen zu finden.
| Land/RegionAuszeichnungen für Musikverkäufe (Land/Region, Auszeichnungen, Verkäufe, Quellen) | Silber     | Gold       | Platin       | Diamant  | Verkäufe  | Quellen              |
| -------------------------------------------------------------------------------------------- | ---------- | ---------- | ------------ | -------- | --------- | -------------------- |
| Australien (ARIA)                                                                            | —          | Gold1      | 2× Platin2   | —        | 175.000   | aria.com.au          |
| Brasilien (PMB)                                                                              | —          | 2× Gold2   | 2× Platin2   | Diamant1 | 480.000   | pro-musicabr.org.br  |
| Dänemark (IFPI)                                                                              | —          | 2× Gold2   | Platin1      | —        | 145.000   | ifpi.dk              |
| Deutschland (BVMI)                                                                           | —          | Gold1      | —            | —        | 200.000   | musikindustrie.de    |
| Irland (IRMA)                                                                                | —          | Gold1      | 3× Platin3   | —        | 52.500    | Einzelnachweise      |
| Italien (FIMI)                                                                               | —          | —          | Platin1      | —        | 50.000    | fimi.it              |
| Kanada (MC)                                                                                  | —          | Gold1      | Platin1      | —        | 120.000   | musiccanada.com      |
| Neuseeland (RMNZ)                                                                            | —          | 2× Gold2   | 7× Platin7   | —        | 210.000   | radioscope.co.nz NZ2 |
| Norwegen (IFPI)                                                                              | —          | —          | 2× Platin2   | —        | 80.000    | ifpi.no              |
| Philippinen (PARI)                                                                           | —          | —          | 12× Platin12 | —        | 180.000   | Einzelnachweise      |
| Portugal (AFP)                                                                               | —          | Gold1      | —            | —        | 5.000     | Einzelnachweise      |
| Schweden (IFPI)                                                                              | —          | 2× Gold2   | —            | —        | 40.000    | sverigetopplistan.se |
| Singapur (RIAS)                                                                              | —          | 2× Gold2   | —            | —        | 10.000    | rias.org.sg          |
| Vereinigte Staaten (RIAA)                                                                    | —          | 2× Gold2   | —            | —        | 1.000.000 | riaa.com             |
| Vereinigtes Königreich (BPI)                                                                 | 4× Silber4 | 4× Gold4   | 4× Platin4   | —        | 3.900.000 | bpi.co.uk            |
| Insgesamt                                                                                    | 4× Silber4 | 21× Gold21 | 35× Platin35 | Diamant1 |           |                      |